# راونه نا کوروشکم
راونه نا کوروشکم (اسلوونیایی: Ravne na Koroškem؛ آلمانی: Gutenstein in Kärnten)  در اسلوونی با جمعیت ۶٬۸۹۷ نفر است که در carinthia, slovenia واقع شده‌است.

## نگارخانه

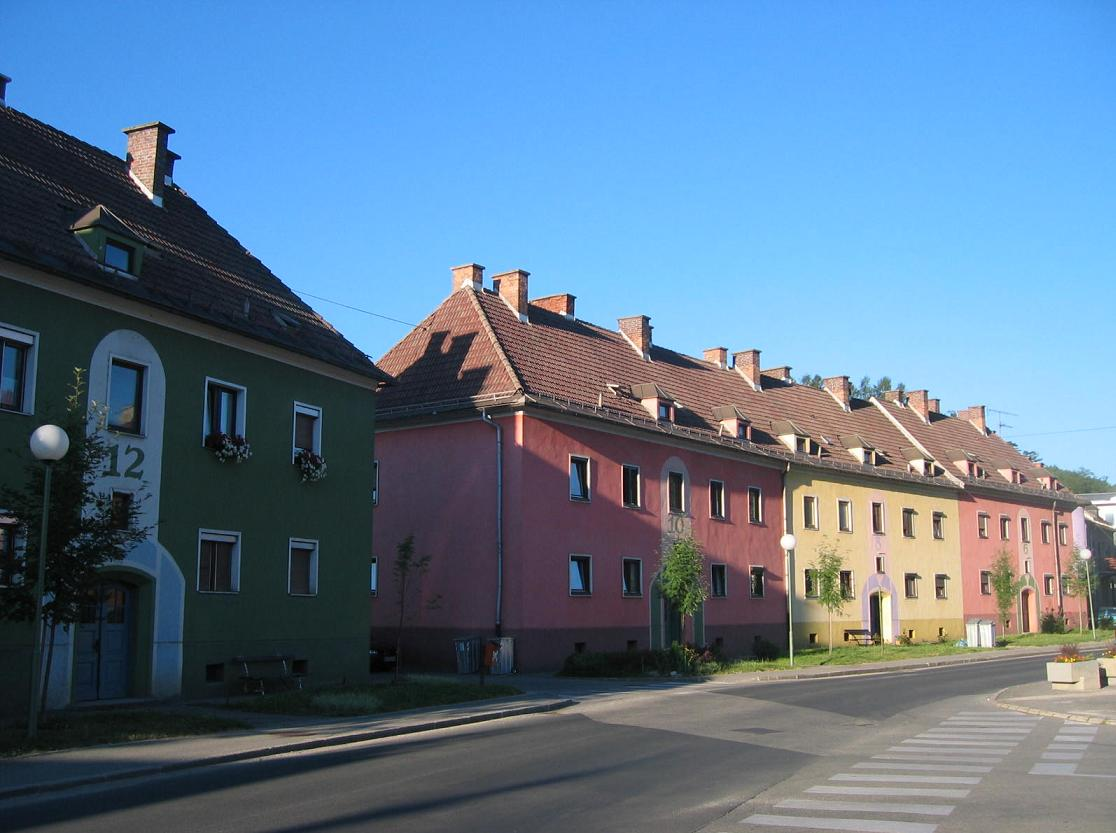
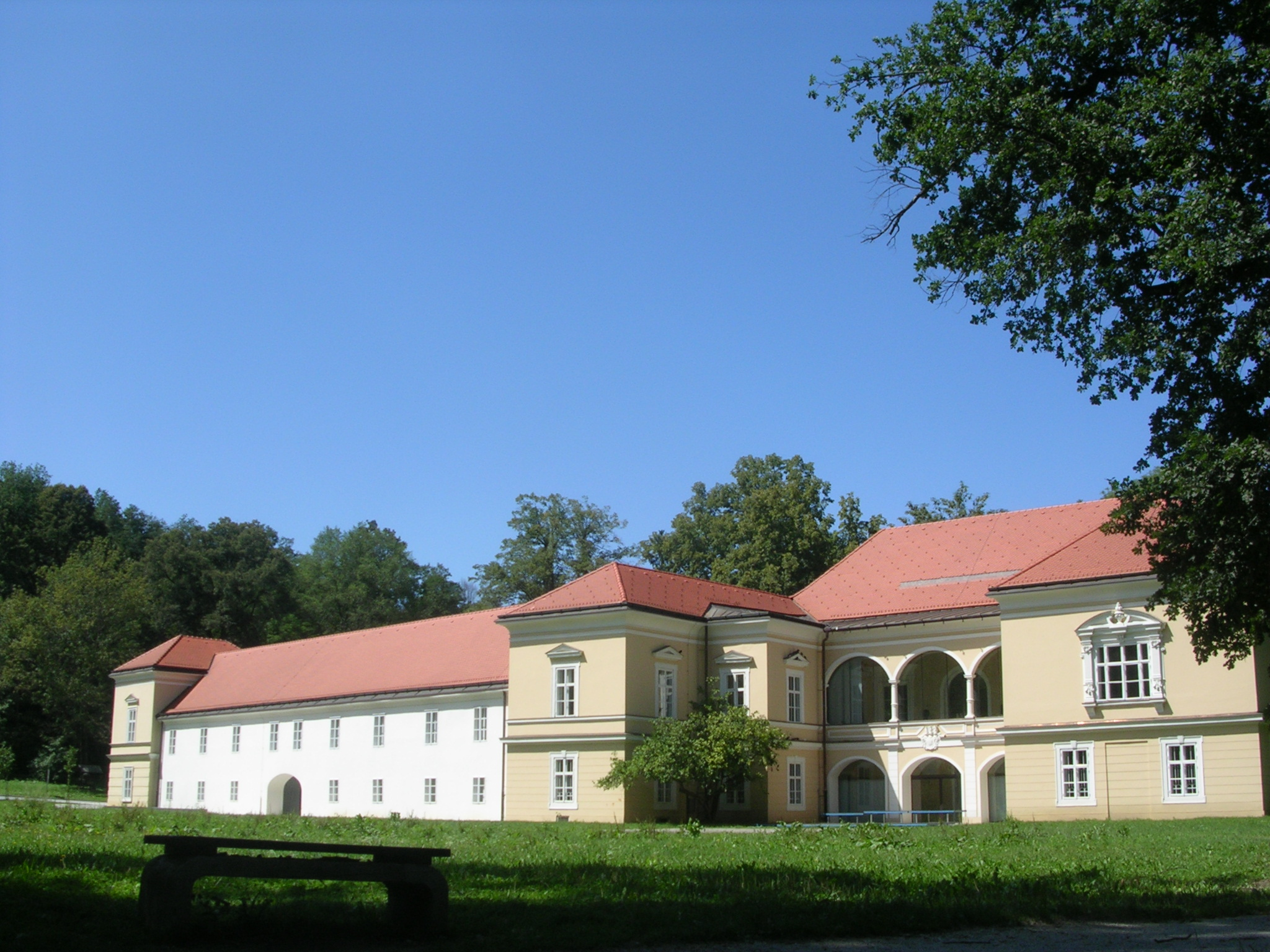